# Stazione di Ogikubo
La Stazione di Ogikubo (荻窪駅?, Ogikubo-eki) è una stazione ferroviaria di Tokyo che serve le linee Chūō Rapida e Chūō-Sōbu, nonché la linea Marunouchi della metropolitana di Tokyo.

## Linee

### Treni
East Japan Railway Company
■ Linea Chūō-Sōbu
■ Linea Rapida Chūō

### Metropolitana
Tokyo Metro
 Linea Marunouchi